# Kazimierz Mazur (pięcioboista)

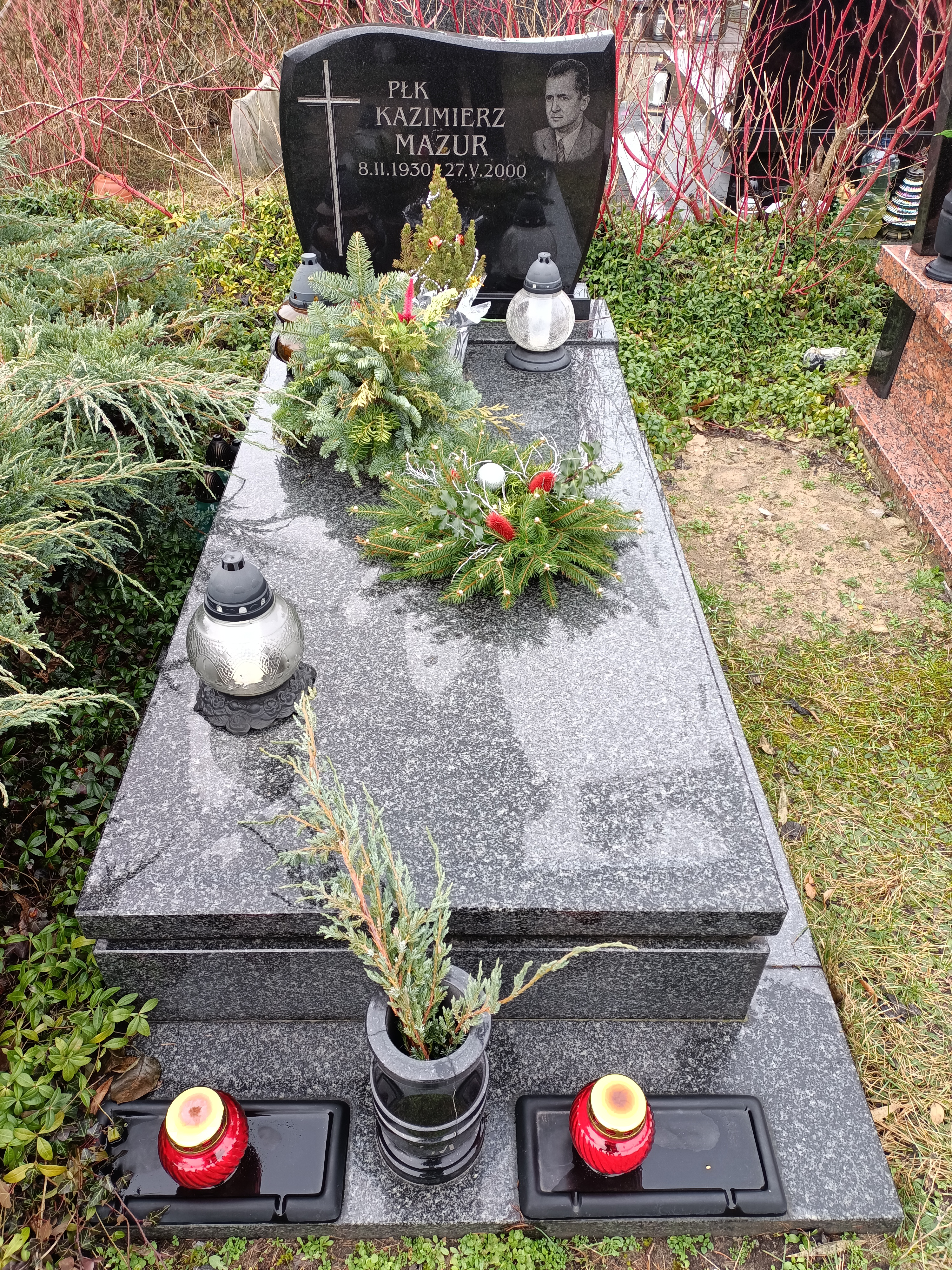
Grób pięcioboisty pułkownika Kazimierza Mazura na Cmentarzu Komunalnym Północnym w Warszawie

Kazimierz Mazur (ur. 8 lutego 1930 w Czersku, zm. 27 maja 2000 w Warszawie) – polski pięcioboista nowoczesny, olimpijczyk.
Był jednym z pionierów pięcioboju nowoczesnego w Polsce po II wojnie światowej. Wziął udział w olimpiadzie w Rzymie w 1960 r., gdzie zajął 20. miejsce indywidualnie i 5. w drużynie (wraz z Jarosławem Paszkiewiczem i Stanisławem Przybylskim). Startował także w mistrzostwach świata w Aldershot w 1958, gdzie był 27.
Był wicemistrzem Polski w 1956 i brązowym medalistą w 1961.
Jest pochowany na Cmentarzu Komunalnym Północnym w Warszawie (kwatera S-I-7/8 9 10).